# Marvin Obando
Pour les articles homonymes, voir Obando (homonymie).
Marvin Obando (né le 4 avril 1960 à Puntarenas) est un footballeur costaricien des années 1980 et 1990.

## Biographie
Marvin Obando participe aux Jeux olympiques d'été de 1980 et aux Jeux olympiques d'été de 1984, puis à la Coupe du monde 1990 avec l'équipe du Costa Rica.